# Webster (villa)
Webster es una villa ubicada en el condado de Monroe en el estado estadounidense de Nueva York. En el año 2000 tenía una población de 5,216 habitantes y una densidad poblacional de 915 personas por km².

## Geografía
Webster se encuentra ubicada en las coordenadas 43°12′43″N 77°25′38″O / 43.21194, -77.42722.

## Demografía
Según la Oficina del Censo en 2000 los ingresos medios por hogar en la localidad eran de $38,651, y los ingresos medios por familia eran $49,471. Los hombres tenían unos ingresos medios de $39,613 frente a los $25,446 para las mujeres. La renta per cápita para la localidad era de $21,317. Alrededor del 11.9% de la población estaban por debajo del umbral de pobreza.